# Engenheiro de testes
Engenheiro de testes é uma profissão ligada à área de Teste de Software, cuja função inclui desde a criação das estratégias de testes que serao utilizadas no produto em desenvolvimento até a criação dos Planos de Testes, que são passos pré-definidos, que o Testador terá que executar, com a finalidade de verificar os resultados esperados de cada passo, que testa seus requisitos suas funções primeiramente ate chegar na parte do funcionamento do programa.
Um engenheiro de testes, não só procura os erros existentes como também os não existentes, afinal projetos seja eles softwares, games, tem que ser 'perfeitos' é claro, acompanhado a evolução de hoje em dia. O trabalho de um engenheiro de testes exige duas coisas em principal: Resistência e paciência. Sendo que, é preciso sempre saber ao menos ou na maioria das vezes o básico de programação, para assim, mexer ou seja testar com maior facilidade tal projeto.